# Supercopa Argentina 2012
La Supercopa Argentina 2012 fue la primera edición del certamen. La disputaron Boca Juniors, campeón de la Copa Argentina 2011/12 y del Torneo Apertura 2011, y Arsenal, campeón del Torneo Clausura 2012, en un solo partido, jugado en el estadio Bicentenario Ciudad de Catamarca el día 7 de noviembre, que terminó en empate, por lo que la definición llegó con tiros desde el punto penal, con la victoria de este último equipo.

## Equipos clasificados
| Boca Juniors | Campeón del Torneo Apertura 2011 y de la Copa Argentina 2011-12 |
| Arsenal      | Campeón del Torneo Clausura 2012                                |

## Partido
| 7 de noviembre de 2012, 20:30 (UTC-3) | Boca Juniors                                               | 0:0 (3:4 p.)               | Arsenal                                                    | Estadio Bicentenario Ciudad de Catamarca, San Fernando del Valle de Catamarca |  |
|                                       |                                                            |                            |                                                            | Árbitro(s): Pablo Lunati                                                      |  |
|                                       |                                                            | Tiros desde el punto penal |                                                            |                                                                               |  |
|                                       | - Silva - Caruzzo - Paredes - Fernández - Schiavi - Colazo |                            | - Canales - Caffa - Nervo - Carbonero - Zelaya - Braghieri |                                                                               |  |

### Ficha
| 23         | POR        | Oscar Ustari               |     |
| 4          | DEF        | Franco Sosa                | 69' |
| 2          | DEF        | Rolando Schiavi            |     |
| 20         | DEF        | Guillermo Burdisso         |     |
| 13         | DEF        | Emiliano Albín             | 79' |
| 30         | MED        | Guillermo Matías Fernández |     |
| 18         | MED        | Leandro Somoza             | 64' |
| 11         | MED        | Walter Erviti              |     |
| 32         | MED        | Leandro Paredes            |     |
| 7          | DEL        | Lautaro Acosta             |     |
| 19         | DEL        | Santiago Silva             |     |
| Entrenador | Entrenador | Julio César Falcioni       |     |

| 17         | POR        | Cristian Campestrini    |        |
| 24         | DEF        | Hugo Martín Nervo       |        |
| 2          | DEF        | Lisandro Ezequiel López |        |
| 6          | DEF        | Diego Braghieri         |        |
| 15         | DEF        | Damián Pérez            |        |
| 10         | MED        | Carlos Carbonero        |        |
| 23         | MED        | Iván Marcone            |        |
| 5          | MED        | Jorge Ortiz             |        |
| 19         | MED        | Nicolás Aguirre         | 90'+1' |
| 11         | DEL        | Emilio Zelaya           |        |
| 9          | DEL        | Gustavo Canales         |        |
| Entrenador | Entrenador | Gustavo Alfaro          |        |

| 22 | MED | Cristian Erbes | 64' |
| 15 | MED | Nicolás Colazo | 69' |
| 6  | DEF | Matías Caruzzo | 79' |

| 7 | DEL | Juan Pablo Caffa | 90+1' |

|                            |                          | 0:1 | Acierto de penal         | Gustavo Canales   |
| Santiago Silva             | Acierto de penal         | 1:1 |                          |                   |
|                            |                          | 1:1 | Fallo de penal (Atajado) | Juan Pablo Caffa  |
| Matías Caruzzo             | Fallo de penal (Atajado) | 1:1 |                          |                   |
|                            |                          | 1:2 | Acierto de penal         | Hugo Martín Nervo |
| Leandro Paredes            | Fallo de penal (Atajado) | 1:2 |                          |                   |
|                            |                          | 1:2 | Fallo de penal (Atajado) | Carlos Carbonero  |
| Guillermo Matías Fernández | Acierto de penal         | 2:2 |                          |                   |
|                            |                          | 2:3 | Acierto de penal         | Emilio Zelaya     |
| Rolando Schiavi            | Acierto de penal         | 3:3 |                          |                   |
|                            |                          | 3:4 | Acierto de penal         | Diego Braghieri   |
| Nicolás Colazo             | Fallo de penal (Atajado) | 3:4 |                          |                   |

| Amonestado | 6' | Hugo Martín Nervo |

| Árbitro             | Pablo Lunati      |
| Árbitros asistentes | Francisco Noguera |
| Árbitros asistentes | Gustavo Rossi     |
| Cuarto árbitro      | Alejandro Toia    |

| 23         | POR        | Oscar Ustari               |     |
| 4          | DEF        | Franco Sosa                | 69' |
| 2          | DEF        | Rolando Schiavi            |     |
| 20         | DEF        | Guillermo Burdisso         |     |
| 13         | DEF        | Emiliano Albín             | 79' |
| 30         | MED        | Guillermo Matías Fernández |     |
| 18         | MED        | Leandro Somoza             | 64' |
| 11         | MED        | Walter Erviti              |     |
| 32         | MED        | Leandro Paredes            |     |
| 7          | DEL        | Lautaro Acosta             |     |
| 19         | DEL        | Santiago Silva             |     |
| Entrenador | Entrenador | Julio César Falcioni       |     |

| 17         | POR        | Cristian Campestrini    |        |
| 24         | DEF        | Hugo Martín Nervo       |        |
| 2          | DEF        | Lisandro Ezequiel López |        |
| 6          | DEF        | Diego Braghieri         |        |
| 15         | DEF        | Damián Pérez            |        |
| 10         | MED        | Carlos Carbonero        |        |
| 23         | MED        | Iván Marcone            |        |
| 5          | MED        | Jorge Ortiz             |        |
| 19         | MED        | Nicolás Aguirre         | 90'+1' |
| 11         | DEL        | Emilio Zelaya           |        |
| 9          | DEL        | Gustavo Canales         |        |
| Entrenador | Entrenador | Gustavo Alfaro          |        |

| 22 | MED | Cristian Erbes | 64' |
| 15 | MED | Nicolás Colazo | 69' |
| 6  | DEF | Matías Caruzzo | 79' |

| 7 | DEL | Juan Pablo Caffa | 90+1' |

|                            |                          | 0:1 | Acierto de penal         | Gustavo Canales   |
| Santiago Silva             | Acierto de penal         | 1:1 |                          |                   |
|                            |                          | 1:1 | Fallo de penal (Atajado) | Juan Pablo Caffa  |
| Matías Caruzzo             | Fallo de penal (Atajado) | 1:1 |                          |                   |
|                            |                          | 1:2 | Acierto de penal         | Hugo Martín Nervo |
| Leandro Paredes            | Fallo de penal (Atajado) | 1:2 |                          |                   |
|                            |                          | 1:2 | Fallo de penal (Atajado) | Carlos Carbonero  |
| Guillermo Matías Fernández | Acierto de penal         | 2:2 |                          |                   |
|                            |                          | 2:3 | Acierto de penal         | Emilio Zelaya     |
| Rolando Schiavi            | Acierto de penal         | 3:3 |                          |                   |
|                            |                          | 3:4 | Acierto de penal         | Diego Braghieri   |
| Nicolás Colazo             | Fallo de penal (Atajado) | 3:4 |                          |                   |

| Amonestado | 6' | Hugo Martín Nervo |

| Árbitro             | Pablo Lunati      |
| Árbitros asistentes | Francisco Noguera |
| Árbitros asistentes | Gustavo Rossi     |
| Cuarto árbitro      | Alejandro Toia    |